# Dražovice (kraj pilzneński)
Dražovice – gmina w Czechach, w powiecie Klatovy, w kraju pilzneńskim.
1 stycznia 2017 gminę zamieszkiwało 158 osób, a ich średni wiek wynosił 42,1 roku.